# Otto Truchsess von Waldburg
Otto Truchsess von Waldburg (ur. 25 lutego 1514 w Scheer, zm. 2 kwietnia 1573 w Rzymie) – niemiecki kardynał.

## Życiorys
Urodził się 25 lutego 1514 roku w Scheer, jako syn Wilhelma I von Waldburga i Sibylli von Sonnenberg. Studiował na wielu europejskich uniwersytetach w Niemczech, Francji i Włoszech. W młodości został kanonikiem kapituły w Trydencie, a następnie jej dziekanem. W 1542 roku został szambelanem papieskim i nuncjuszem apostolskim w Polsce. 1 czerwca 1543 roku został wybrany biskupem Augsburga, a we wrześniu przyjął święcenia prezbiteratu i sakrę. Był wówczas księciem elektorem i pośrednikiem pomiędzy Karolem V i Pawłem III. 19 grudnia 1544 został kreowany kardynałem prezbiterem i otrzymał kościół tytularny Santa Balbina. W 1551 roku założył seminarium duchowne i Universität Dillingen, które zostały objęte opieką jezuitów. Brał udział w obradach sobór trydenckiego i sprzeciwiał się zawarciu pokoju augsburskiego. 18 maja 1562 roku został podniesiony do rangi kardynała biskupa i otrzymał diecezję suburbikarną Albano. Sześć lat później został mianowany członkiem Rzymskiej Inkwizycji. Zmarł 2 kwietnia 1573 roku w Rzymie.